# Zwienigorod

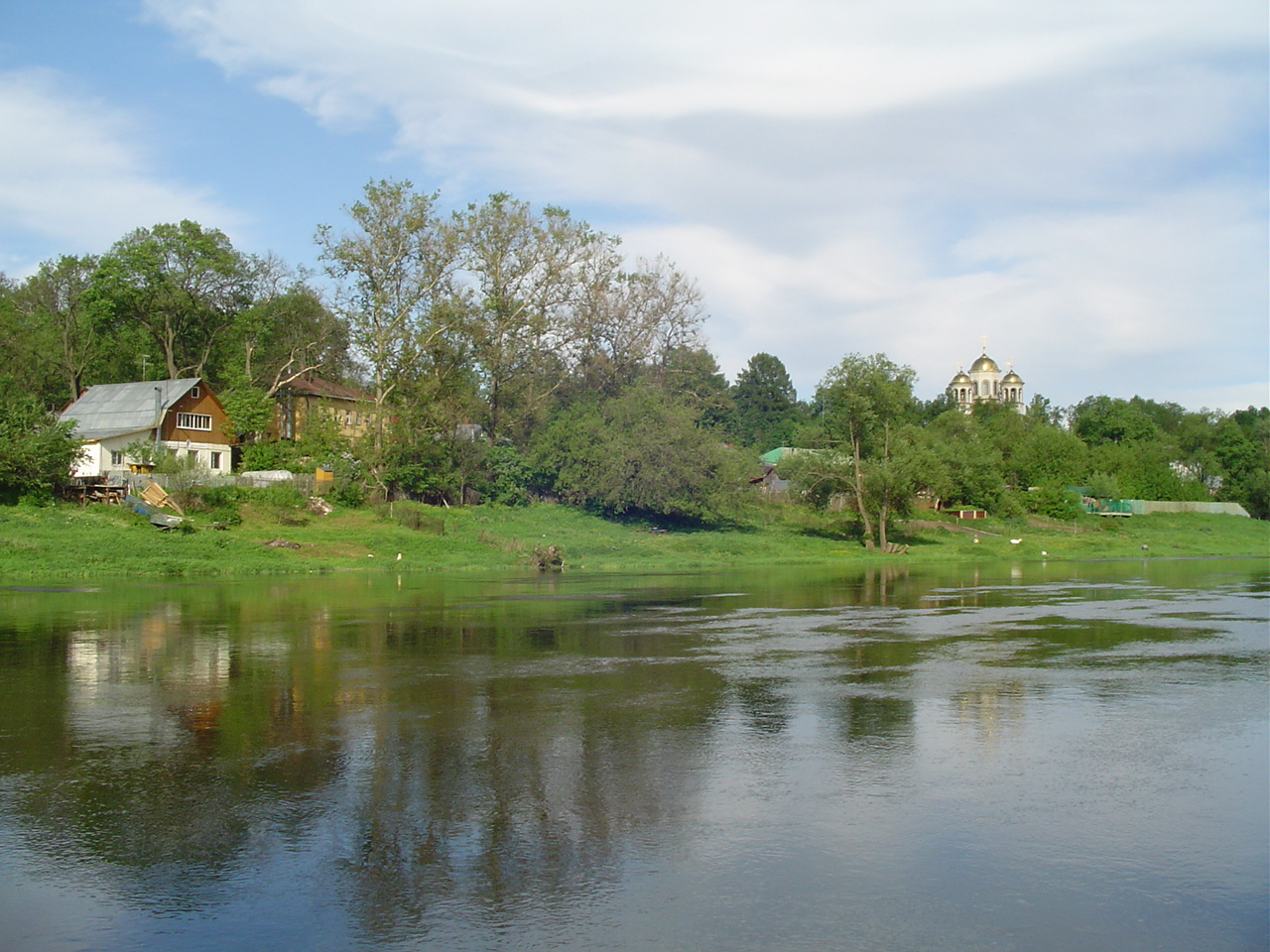
Rzeka Moskwa w Zwienigorodzie.

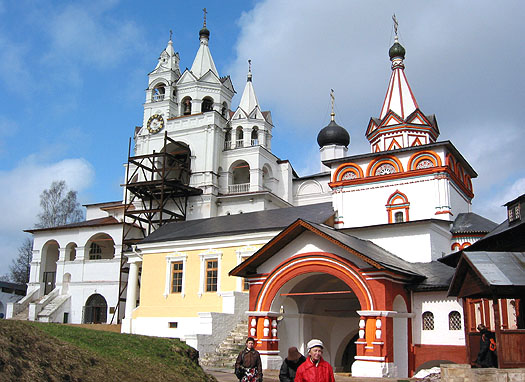
Monaster św. Sawy Storożewskiego.

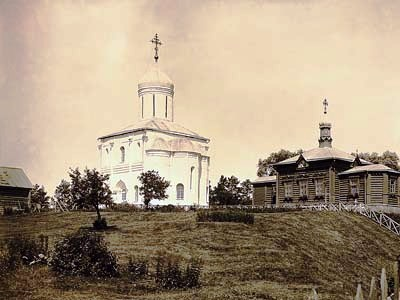
Sobór Zaśnięcia Matki Bożej na Gorodku i drewniana cerkiew Narodzenia Matki Bożej (Rożdiestwieńska) w 1899 r.

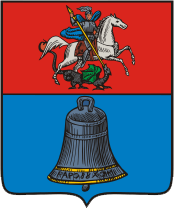
Herb Zwienigorodu nadany wraz z prawami miejskimi w 1781 r.

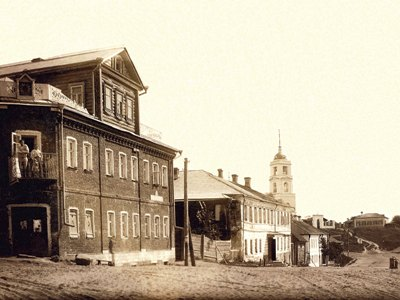
Ul. Sawwinskaja w 1896 r. (obecnie ul. Frunzego).

Zwienigorod (dawniej Zwinogród; ros. Звенигород) – miasto w Rosji, w obwodzie moskiewskim. Liczy 22 317 mieszkańców (2020).

## Geografia
Miasto położone nad rzeką Moskwą w obrębie Grzędy Klińsko-Dmitrowskiej (część Wyżyny Moskiewskiej) ok. 30 km na zachód od Moskwy. Miejski okręg Zwienigorodu stanowi odrębną jednostkę administracyjną w ramach obwodu moskiewskiego i otoczony jest zewsząd przez terytorium rejonu odincowskiego. Na terenie miasta znajduje się rezerwat „Dolina rzeki Storoży”. Zwienigorod i jego okolice są obecnie popularnym regionem wypoczynkowym środkowej Rosji.

## Historia

### Średniowiecze
Zwienigorod (dawniej także Zwienigorod Moskiewski) to jedno z najstarszych miast Podmoskwia.
Znaleziska archeologiczne wskazują na obecność grodziska w drugiej połowie XII – na początku XIII wieku. Według tradycji Zwienigorod został założony w 1152 r. przez Jerzego Dołgorukiego, księcia rostowsko-suzdalskiego. Po raz pierwszy Zwienigorod wymieniony został w testamencie wielkiego księcia moskiewskiego Iwana Kality w 1339 jako nadział Iwana Iwanowicza. W ten sposób utworzone zostało udzielne księstwo zwienigorodzkie z ośrodkiem w Zwienigorodzie. Jednak pierwsi książęta zwienigorodzcy zazwyczaj mieszkali w Moskwie.
Książęta wznieśli w mieście umocnienia obronne, utrzymywali drużynę i przyjmowali hołdy. Centrum ówczesnej osady był kreml na zachodnich obrzeżach dzisiejszego miasta, nazywany współcześnie przez mieszkańców „Gródkiem”.
Zgodnie z wolą Dymitra Dońskiego w 1389 księstwo zwienigorodzkie otrzymał jego młodszy syn, Jerzy Dymitrowicz, który uczynił Zwienigorod prawdziwą stolicą swoich posiadłości i mieszkał w nim niemal nieprzerwanie aż do 1425. Podczas rządów Jerzego Dymitrowicza miasto przeżywało swój rozkwit. Wokół kremla usypano system ziemnych wałów, wzdłuż grzbietu których wzniesiono wysoką palisadę z wieżami obronnymi. Resztki drewnianych umocnień przetrwały do dziś.
W 1398 w pobliżu miasta na górze Storoż św. Sawa założył monaster nazwany później jego imieniem. Około 1399 w centrum zwienigorodzkiego Gródka z białego kamienia wzniesiono sobór Zaśnięcia Matki Bożej (Uspieński), zaś w 1405 z takiego samego materiału zbudowano sobór Narodzenia Matki Bożej (Rożdiestwieński) na terenie monasteru. Źródła pisane z XV-XVI wieku mówią o handlu i poborcach ceł w mieście. Zwienigorod rozwijał się mimo zniszczenia go przez Tatarów w 1382 i 1408 r. (najpierw spalone przez Tatarów Tochtamysza, a potem przez Tatarów Edygeja).
Po śmierci Jerzego w Moskwie w 1434 Zwienigorod otrzymał jego syn, Wasyl Kosooki, a po bezpotomnej śmierci tego ostatniego w 1448 – książę borowsko-sierpuchowski Wasyl Jarosławicz. W latach 1449–1454 w Zwienigorodzie mieszkał carewicz Kasim-chan (syn Uług Mehmeda, twórca Chanatu Kasimowskiego) oraz podlegli mu kozacy-czerkasi (muzułmanie sprowadzeni przez Kasima z gór Kaukazu i znad brzegów Zatoki Cemeskiej).

### Nowożytność
Później Zwienigorod stał się nadziałem syna Wasyla II Ślepego, księcia uglickiego Andrzeja Starszego, a następnie syna Iwana III, Jerzego Iwanowicza, księcia dmitrowskiego. Za panowania Iwana IV Groźnego Zwienigorod przez krótki czas był częścią dziedzictwa Włodzimierza ze Staricy, a po zamordowaniu tego ostatniego w 1568 r. Zwienigorod otrzymał podległy Moskwie tatarski książę Mortazağali (Murtaza Ali).
W XVI wieku Zwienigorod stopniowo tracił swoje militarne i polityczne znaczenie dla państwa moskiewskiego, z powodu przesunięcia jego granic na południe i zachód.
W kwietniu 1605 wojska Dymitra Samozwańca I w drodze na moskiewski Kremlu splądrowały i zniszczyły Zwienigorod (w tym klasztor) oraz jego okolice. Dwa lata później, w 1607 roku, Dymitr Samozwaniec II również udał się po władzę wzdłuż rzeki Moskwy i znowu na drodze interwentów znalazł się Zwienigorod, który został splądrowany jeszcze bardziej niż poprzednio. Tutaj także Dymitr II przyjął posła Wasyla IV Szujskiego.
Podczas wojny polsko-rosyjskiej (1609-1618) Zwienigorod został zajęty przez wojska polskie.
W 1618 r. miasto zajął polski królewicz Władysław Waza.
W XVII wieku nastąpił okres rozwoju gospodarczego. W l. 30. i 40. bojar Borys Morozow wybudował w Zwienigorodzie kilka hut. Po śmierci Morozowa w 1661 jego manufaktury potażowe częściowo przejął carat. W końcu lat 90. zwienigorodzkie huty przestały funkcjonować i wkrótce zostały zamknięte.
W 1650 podjęto decyzję o budowie kamiennych umocnień wokół miasta, a cztery lata później Zwienigorod został ogłoszony twierdzą. W 1654 r. liczył ok. 230 dusz (ówczesna Ruza była o połowę mniejsza, a Kaszyra o 70 osób liczniejsza).
Car Aleksy I obrał w 1660 r. monaster Sawwino-Storożewski na oficjalne miejsce modlitwy. W tym czasie większość populacji mieszkała w podkremlowskich posadach, natomiast wokół monasteru powstał zespół architektoniczny łączący elementy sakralne, obronne i cechy rezydencji władcy.
Według spis ludności z 1678 przeprowadzonego przez Fiodora III w Zwienigorodzie było 28 domów z 135 mieszkańcami.
W 1708 r. na mocy ukazu Piotra I powstała gubernia moskiewska. W 1712 została podzielona na kilka prowincji komendantami ziemskimi na czele. Jedną z nich była prowincja zwienigorodzka. W 1719 jednak prowincja zwienigorodzka została włączona do prowincji moskiewskiej jako dystrykt. W latach 1726–1727 zlikwidowano podział na dystrykty w celu centralizacji administracji lokalnej.
W 1781 r. Katarzyna II wydała ukaz o herbie Zwienigorodu. W górnej części tarczy herbowej znajdował się herb guberni moskiewskiej – wizerunek świętego Jerzego, w dolnej części – dzwon. W tym samym roku Zwienigorod stał się centrum ujezdu (powiatu).
W 1784 roku miasto otrzymało regularny układ architektoniczny.
W grudniu 1806 r. marszałkiem szlachty ujezdu zwienigorodzkiego był Aleksandr Iwanowicz Tatiszczew, ówczesny naczelnik ujezdu moskiewskiego.
W 1812 roku, po bitwie pod Borodino, miasto zostało zajęte przez oddziały IV Korpusu gen. de Beauharnaisa. W końcu września lub na początku października w okolicach miasta doszło do sześciogodzinnej potyczki, w której oddziały opołczenia i kozaków pod dowództwem mjra Figlewa pokonały jednostki francuskie, biorąc wielu jeńców. 9 października?/21 października 1812 Rosjanie wyzwolili Zwienigorod.
W 1830 r. otwarto szpital miejski. Pod koniec XIX wieku dwa lata pracował tam jako lekarz Anton Pawłowicz Czechow.
W XIX w. nastąpił swego rodzaju regres w przemyśle. Ze względu na niską jakość gleby porzucono także uprawę roli. Rozwijało się natomiast ogrodnictwo i rzemiosło, zwłaszcza dziewiarstwo, a następnie produkcja mebli, zabawek itp. Zwienigorod stał się znany w całym kraju dzięki produkcji instrumentów muzycznych, szczególnie strunowych. Spośród zakładów przemysłowych pod koniec XIX wieku w ujeździe zwienigorodzkim najwięcej było zakładów włókienniczych, garbarskich i cegielni. Zatrudnienie w przemyśle miało 3% mieszkańców powiatu, a w rzemiośle – 9%. Sam Zwienigorod liczył 4000 mieszkańców, zajmujących się głównie ogrodnictwem. W mieście była szkoła powiatowa i parafialna oraz szpital powiatowy. Ogólnie rzecz biorąc, miasto i ujezd, były wśród najsłabiej rozwiniętych w guberni moskiewskiej.

### XX wiek

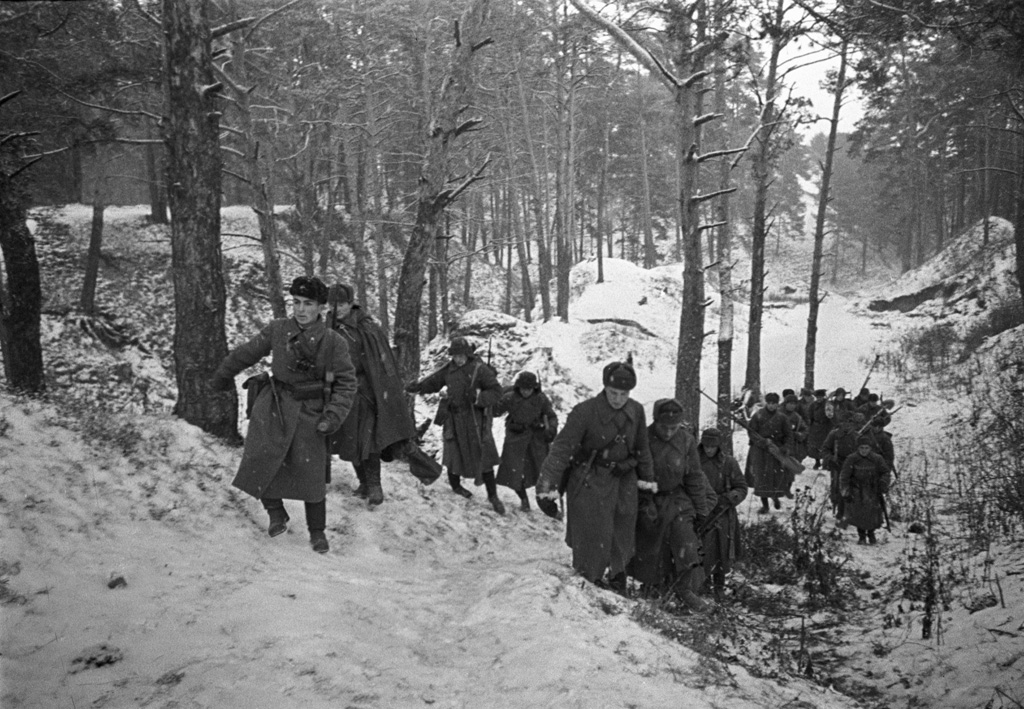
Czerwonoarmiści uzbrojeni w karabiny przeciwpancerne w drodze na pozycje ogniowe (Zwienigorod, 1 listopada 1941) – epizod bitwy pod Moskwą.

16 listopada 1917 r. bolszewicy przejęli władzę w Zwienigorodzie. Oddział Armii Czerwonej, nie napotykając oporu wszedł do miasta i zajął budynki administracji, pocztę i telegrafów. Wkrótce przybył tu Konstantin Makarow z uprawnieniami komisarza ds. żywności. Jego działania, zwłaszcza rekwizycje w klasztorze, doprowadziły w maju 1918 r. do otwartego buntu zwienigorodzian. Uczestnicy powstania zabili Makarowa, ale przybyły z Diedowska oddział szybko stłumił kontrrewolucyjne wystąpienie mieszkańców.
W 1927 r. w Zwienigorodzie zorganizowano II Komunę Robotniczą OGPU, kilka lat później przeniesioną do monasteru św. Mikołaja na Ugrieszy.
W czasach władzy sowieckiej cmentarz przy cerkwi św. Aleksandra Newskiego został zamieniony na rynek (sam budynek przetrwał i w 1997 świątynia została odrestaurowana).
30 kwietnia 1932 r. na terenie obecnego rejonu odincowskiego i Zwienigorodu rozpoczęła nadawanie rozgłośnia radiowa noszące obecnie nazwę „Radio Odincowa”.
Pod koniec listopada 1941 roku wojska niemieckie zajęły Istrę i zbliżyły się do Zwienigorodu. Jednak 3–5 grudnia 1941 dywizje lewej flanki 16. armii wraz z dywizjami 5. armii odrzuciły siły niemieckie z zakola rzeki Moskwy na północny wschód od Zwienigorodu.

### XXI wiek

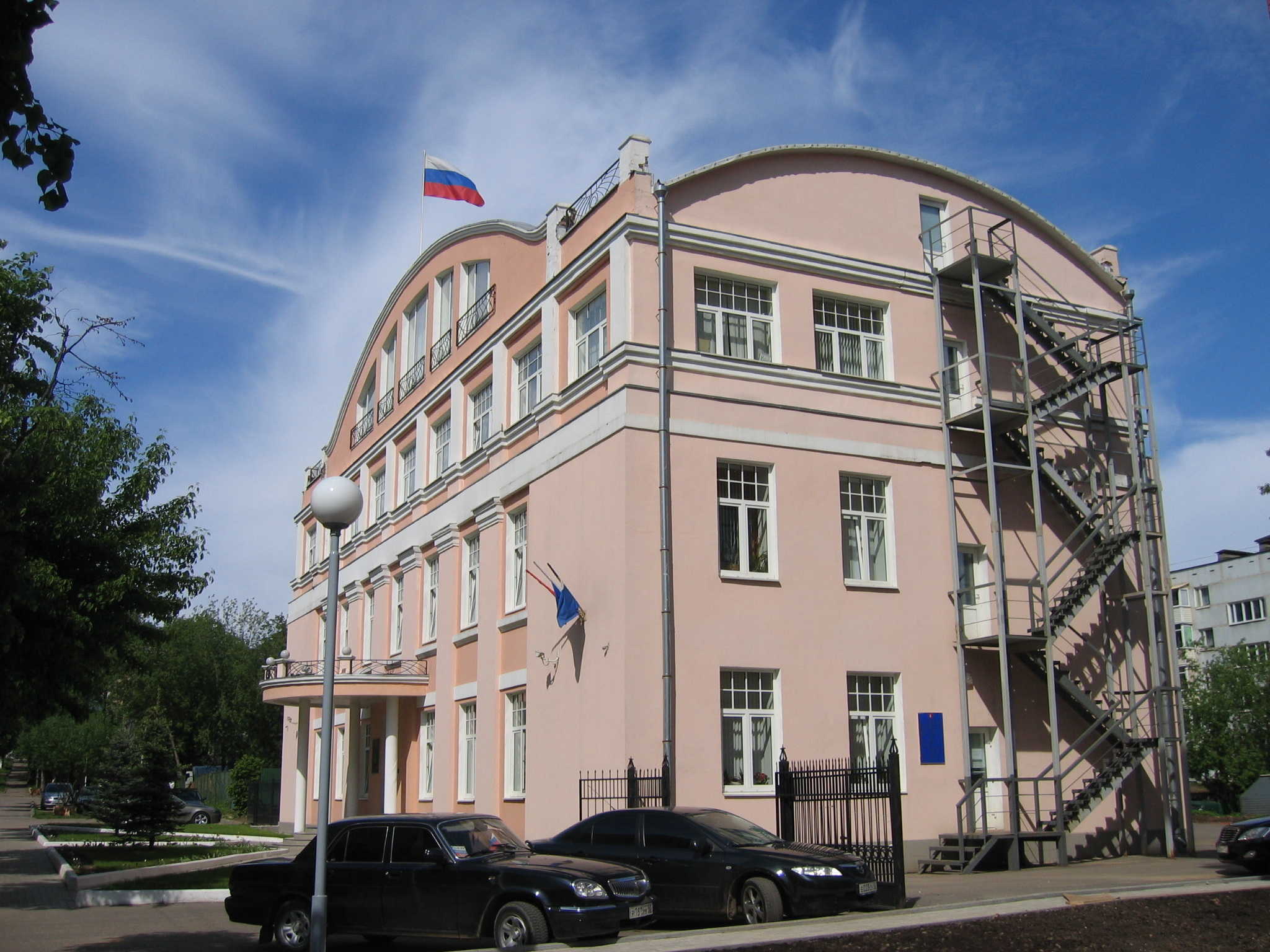
Siedziba lokalnej administracji

W 2003 r. w obręb Zwienigorodu weszło kilka jednostek osadniczych: miasteczko Błagodat´, wieś Wwiedienskoje (część), wieś Diut´kowo, osiedle sanatorium „Zwienigorod”, osiedle stacji „Diut´kowo” (osada kolejowa) i wieś Szychowo.
W wyniku reformy samorządowej w 2005 roku Zwienigorod otrzymał status miasta niezależnego (городской округ). W 2010 r. granice miasta zostały skorygowane.
Przed 2010 Zwienigorod miał status jednostki osadniczej o znaczeniu historycznym (историческое поселение), ale na mocy rozporządzenia Nr 418/339 Ministerstwa Kultury Federacji Rosyjskiej z 29 lipca 2010 miejscowość została pozbawiona tego statusu.

## Gospodarka

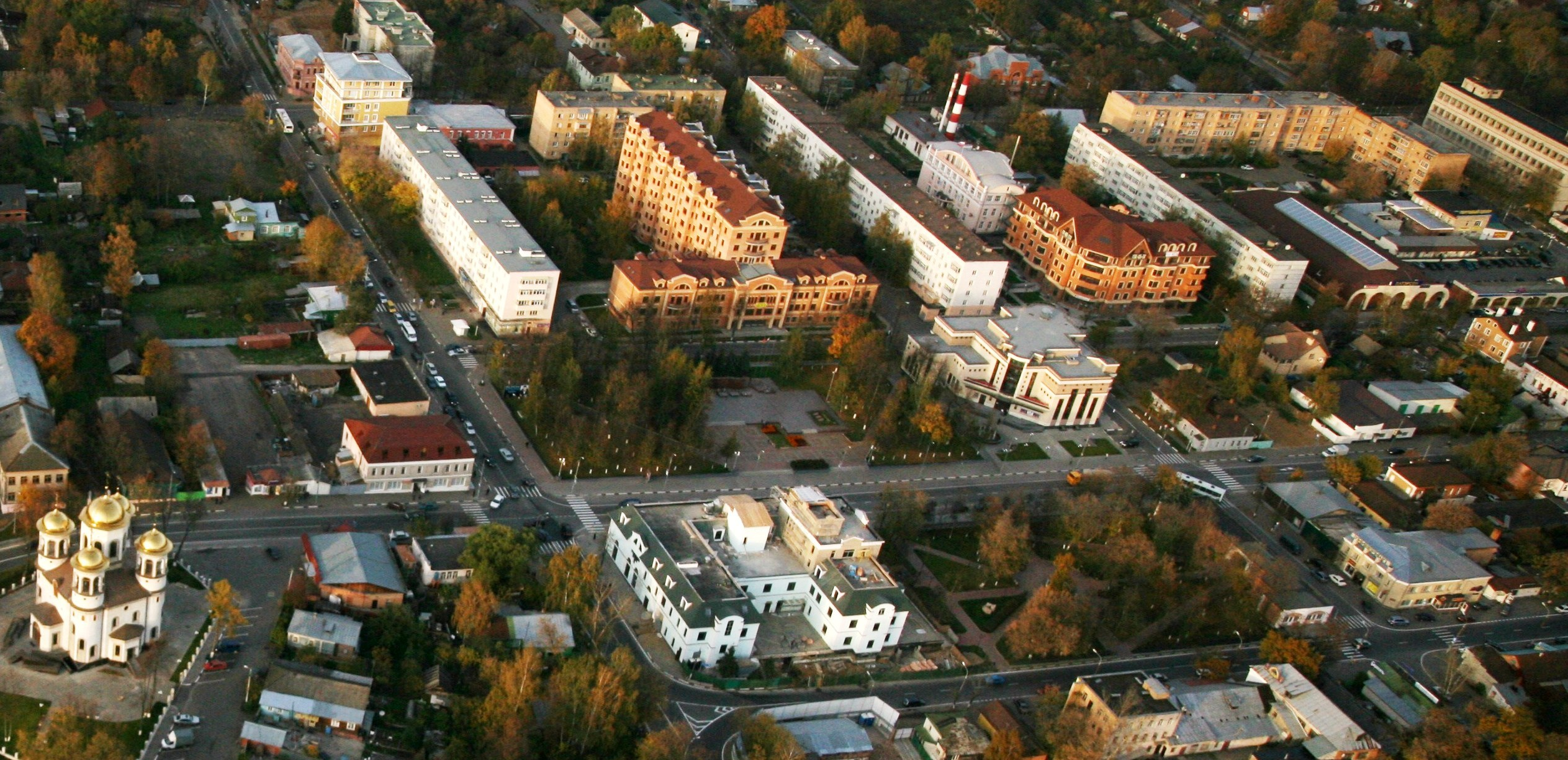
Centrum Zwienigorodu z lotu ptaka.

W dzisiejszym Zwienigorodzie produkuje się instrumenty muzyczne, artykuły papiernicze, zabawki, sprzęt sportowy, akcesoria odzieżowe. Funkcjonuje przemysł spożywczy, odzieżowy, oddział przedsiębiorstwa komunikacji samochodowej „Mostransawto”. W sąsiedztwie miasta znajdują się liczne sanatoria i domy wypoczynkowe oraz biologiczna stacja badawcza Uniwersytetu Moskiewskiego. Rozwija się turystyka.
W pobliżu miasta znajduje się obserwatorium astronomiczne Instytutu Astronomii Rosyjskiej Akademii Nauk: Obserwatorium Zwienigorodzkie w osiedlu Łucyno niedaleko od Zwienigorodu.

## Sport
- Zwiezda Zwienigorod – żeński klub piłki ręcznej
- UOR-Zwiezda Zwienigorod – żeński klub piłki nożnej, w 2009 r. w rosyjskiej wyższej lidze

## Ludzie związani ze Zwienogorodem
W tym także Alena Abramowicz, Jelena Dmitijewa, Oksana Korolowa, Anastasija Łobacz, Julija Nikolic (Portjanko), Irina Poltorackaja, Marija Sidorowa, Valéria Szabó, Natalia Szipilowa, Anna Wiachiriewa
 M.in. Anton Czechow, Lubow Orłowa, Sawa Storożewski, Izaak Lewitan (malował pejzaże okolic miasta)